# Virgílio Domingues

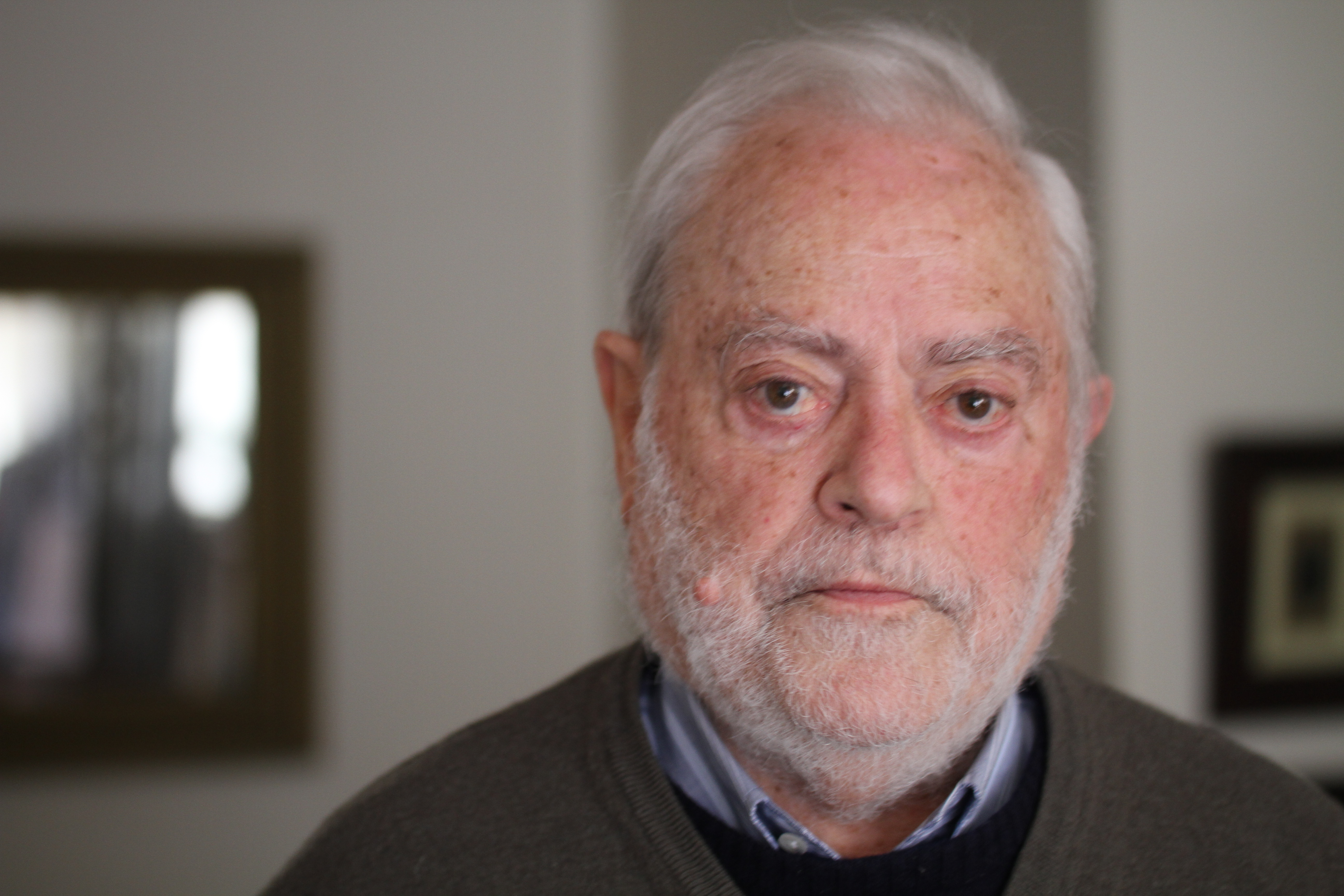
Virgílio Domingues

Virgílio Augusto Domingues (Lisboa, 1932) é um escultor português.
Diplomado em Escultura pela Escola Superior de Belas-Artes de Lisboa, foi, durante vários anos, membro da direcção da Sociedade Nacional de Belas Artes. Foi bolseiro, em 1958, da Fundação Gulbenkian. Foi-lhe atribuído em 1962, o prémio de Escultura Soares dos Reis. Esteve representado no Pavilhão Português da Exposição Comemorativa do IV Centenário do Rio de Janeiro. Em 1976 fez parte do grupo 5 + 1, com  os pintores João Hogan, Júlio Pereira, Guilherme Parente, Teresa Magalhães e Sérgio Pombo. Tem trabalhos públicos, entre outros, no Palácio da Justiça de Lisboa, na Faculdade de Engenharia de Coimbra, e na Praça de Portugal em Setúbal.
Virgílio Domingues doou, em 2009, à cidade de Setúbal, a quase a totalidade da sua obra que não se encontra em museus ou coleções particulares, em protocolo assinado com a Autarquia, que se comprometeu a expor publicamente o espólio.

## Exposições
Participou, entre outras nas seguintes exposições coletivas:
- I salão dos Artistas de Hoje
- Esculturas e Desenho de Escultores
- I Exposição de artes Plásticas da Fundação Gulbenkian
- 58º e 59º Salões da Primavera
- Expo 72 na SNBA
- V Retrospectiva das Galerias na SNBA
- V Salão de Arte Moderna na SNBA * 1962
- VI Salão de Arte Moderna na SNBA * 1963
- Salão de Março na SNBA * 1963
- Exposição da AICA * 1974
- Figuração Hoje * 1975
- Artistas contemporâneos e as Tentações de S. Antão * 1975
- Realistas Portugueses * Berlim * 1977
- Exposição do Grupo "5+1" * Viena * 1977
- Exposição de Arte Portuguesa em Madrid e Barcelona * 1977
- "Novas Mitologias " na SNBA * 1977
- Salão de Arte Moderna na SNBA * 1978
- "Grupo 5+1" na Cooperativa Árvore * Porto * 1978
- XVIII Congresso FIDEM * 1979
- "Convenções do Dizer" na SNBA * 1980
- Exposição de Artistas Portugueses comemorativa do Centenário de Picasso * 1981
- Exposição de Arte Moderna na SNBA * 1982
- Perspectivas Actuais da Arte Portuguesa * SNBA * 1983
- "Cinco Escultores" no Museu de Setúbal * 1984
- Arte dos Anos 80 na SNBA * 1985
- Colectiva de Escultura no Centro Cultural de Grândola * 1986
- Arte Portuguesa em Bordéus * 1987
- "Desenhos realistas" * Instituto Alemão * 1987
- Bienais da Festa do Avante
- II Bienal Internacional de Óbidos * 1989
- Conflito e Unidade da Arte Contemporânea * Galeria Municipal de Arte * Almada * 1982

## Apreciação crítica
Por Fernando António Baptista Pereira, em 1991:
Virgílio Domingues, de há muito nos habituara à mordacidade nem sempre óbvia nem tão pouco simplificadora das suas esculturas, destinadas, na sua maioria, aos ambientes domésticos e mundanos donde retirava os motivos sabiamente ironizados. Desta feita, porém, há um ainda maior atenuamento do óbvio pelo claro alongamento das referências. É certo que a deformação e fragmentação (geometrizante) dos corpos vestidos continua e até se acentua, mas o papel do vestuário como referência múltipla assume porventura um carácter ainda mais estruturador: já não se trata apenas de explorar o trajo como signo de classe e poder mas de o referenciar ironicamente (este é um dos valores constantes da poética de V. Domingues, também na grande tradição da estatuária (desde Fídias, pelo menos) como lugar notável da encenação da forma e do símbolo (vejam-se as colunas/pernas do «monumento»)
Por Rui Mário Gonçalves:
A esta ruptura sublinhada pela crítica deve acrescentar-se o conjunto de pequenas esculturas que Virgílio Domingues estava realizando. São «antimonumentos», peças escultóricas irónicas, que exprimem a reacção subjectiva aos monumentos oficiais que, como vimos, continuam anacronicamente a encher os espaços públicos. De forma maciça, as esculturas de Virgílio Domingues simulam a monumentalidade, mas as superfícies são lisamente tratadas para melhor evidenciar os pequenos sinais caricaturais, só visíveis de perto. A temática deste escultor faz um levantamento dos aspectos ridículos das cerimónias e da vida diária dos poderosos e dos ricos.
Por Fernando Pemes, em 1971:
... Com maior recuo, sobre Virgílio Domingues, expressionismo será ainda um termo conveniente. Sobretudo se evocarmos a exasperação satírica e comunicativa trespassada das suas obras, e depois convertida do dramatismo temático na petrificação silente da realidade quotidiana.
Em tal perspectiva, é na própria trajectória de postulados «cold» da arte «pop» que a evolução de Virgílio Domingues melhor se desenha, podendo evocar certos exemplos americanos, nomeadamente os vindos com aquela mumificação do «american way of death» característica dos trabalhos de um Segai ou dum Kienholz.
Porém, no artista português, o tom gélido e impessoal daqueles criadores de envolvimentos espectaculares é ainda atravessado por vibrações mais grotescas e subjectivas que simultaneamente o remetem a pormenorizações anedóticas onde vêm aflorar persistentes tradições caricaturais. Assim, e conforme já teria sido enunciado, a seu propósito se poderá falar ainda de curiosa ponte entre o naturalismo bordalesco e o «novo* realismo», situação que Virgílio Domingues deverá rever perante necessidades de escala Figurativa que, sendo duma ordem «monumental», logo terão de ser de ainda maior simplificação expressiva.

Por Manuela Gonzaga:
As vezes as peças saíam-lhe carregadas de humor. Com qualquer coisa de perverso, de sinistro, ou, simplesmente, risíveis, a roçar a caricatura. Algumas tinham nomes * O Espião P2 * outras carregavam a imagem do burguês gordo, outras ainda tinham o peso da acusação: as mãos que seguravam a ficha com o seu nome, em extintos arquivos da extinta ditadura. Tempos em que a arte, quando subscrevia lutas, fazia-o por grandes causas. Depois cansou-se, incomodava-o o riso que provocavam. «Sentia que a graça do tema lhes ocultava o dramatismo. Comecei a fazer outras coisas. Mas isto não são decisões conscientes. A escultura tem as suas próprias leis, é outra realidade.» Mestre Virgílio Domingues continua a sentir-se um artífice da forma. Os caminhos surgem-lhe, não porque decida fazer agora desta ou doutra maneira, mas porque todas as fases da sua vastíssima obra lhe apareceram por evidência. Vem do figurativo, sempre com o corpo muito presente, a medida de todas as coisas, subjacente a todas as formas. As vezes cria abstrações, peças de geometrias monumentais, que se impõem, poderosamente, como o monumento à liberdade, na Praça de Portugal, em Setúbal, uma obra em chapa de ferro, material que utiliza muito pouco. Mas em todas elas, modeladas no barro, trabalhadas no negativo do molde, exaustivamente, incansavelmente, até à forma acabada, em resina, ou em pedra, ele vê a dimensão oculta, necessariamente grande. E seja qual for o molde conceptual onde se queira vazar a sua obra, * quando a crítica busca nomes como quem dá voz de prisão * a última coisa que se poderá chamar à sua incansável busca é “academizante”. Por maior que seja perplexidade por onde se cruzam hoje os caminhos da arte. Virgílio Domingues, que vem da Escola de Belas Artes, que foi bolseiro da Gulbenkian, que somou prémios (“Prémio Escultura Soares dos Reis, 62, por exemplo) e espalhou obras por este País fora (Palácio da Justiça, em Lisboa, baixo relevo; Faculdade de Engenharia, Coimbra; Faculdade de Economia do Porto, etc,etc.) continua a deixar-se agarrar pelo combate, pela procura, em trabalho diário no seu atelier sem telefone. “A gruta do tesouro” como lhe chama, e que dividiu com Hogin até este partir. As suas peças, sobretudo as mais recentes, partilham várias referências essenciais. E como se, ao longo da sua sua viagem, a escultura enriquecida por todos os caminhos que ousou, lhe aparecesse agora carregada de memórias ainda mais antigas. As vezes, formas vegetais, alma de outras matérias, crescem por estas colunas onde se percebem pernas, ou mãos, nestas peças por onde espreitam rostos, como se todos os reinos se confundissem num só. Ou como se estas obras, retiradas do vastíssimo mar da memória, emergissem quase despojadas, lavadas na maré do Tempo, ou então, carregadas de corais e limos, de conchas e algas, para dizer que todas as formas não passam, afinal, de um artifício sublime, onde se esconde, inatingível e informe, o que está para além dos nomes.